# Sphaerosyllis claparedi
Sphaerosyllis claparedi är en ringmaskart som beskrevs av Ehlers 1864. Sphaerosyllis claparedi ingår i släktet Sphaerosyllis och familjen Syllidae. Inga underarter finns listade i Catalogue of Life.